# Antonino Gandolfo
Antonino Gandolfo (Catania, 28 ottobre 1841 – Catania, 21 marzo 1910) è stato un pittore italiano.

## Biografia

### La formazione ed il breve soggiorno fiorentino (1860-61)
Antonino Gandolfo proveniva da una famiglia che vantava già alcune personalità di spicco. Lo zio Giuseppe Gandolfo, nella prima metà del secolo, era stato il più importante ritrattista della Sicilia Orientale e, da solo, in assenza di un'accademia, aveva rappresentato il punto di riferimento degli artisti nascenti. Un altro zio, Francesco, aveva studiato medicina a Firenze e Parigi e vantava rapporti di sincera d'amicizia con gli storici Carlo Botta e Giovanni Battista Niccolini. Il cugino Antonino Gandolfo Brancaleone era un compositore conosciuto ed apprezzato nel regno delle due Sicilie, autore di alcuni melodrammi di successo. 
Antonino passò la sua infanzia tra gli olivi ed i fichi d'India della campagna paterna a Cannizzaro (CT) ed i pennelli dello zio Giuseppe che, inevitabilmente, dovette influenzare la sua indole artistica e che fu il suo primo maestro.
Il Gandolfo a Firenze frequentò soprattutto lo studio di Stefano Ussi, l'autore del celebre quadro La Cacciata del duca di Atene, la cui pittura, ancora legata all'accademismo dell'epoca, non fu influenzata particolarmente dal nuovo movimento artistico dei Macchiaioli. Tuttavia (secondo Maria Accascina) il giovane Antonino con il maestro fiorentino fu presente nel 1861 alla Mostra nella quale i tredici protestavano contro le regole accademiche, affermando i valori della macchia.
Sempre nel ‘61 il Gandolfo dipinse un quadro, purtroppo non reperibile (ne rimane però un disegno preparatorio), dal titolo Il Trionfo d'Italia che, ispirato all'indipendenza della patria, fu accolto come la rivelazione di un artista. Il quadro fu anche visto ed apprezzato dal re Vittorio Emanuele II che, colpito dal talento del giovane artista volle posare per lui, ricevendone un ritratto eseguito estemporaneamente in punta di penna. Anche Giosuè Carducci notò le qualità artistiche del Gandolfo con cui strinse legami di amicizia importanti, tanto che, quando alla fine del 1861 il giovane artista era ritornato a Catania, così gli scriveva: “S'Ella alla stagione nuova va in Firenze per ragion di studio e vi si trattiene, facilmente avrò il piacere di rivederla nella prossima estate: piacere che io affretto col pensiero ansiosamente. Intanto La si ricordi di me; e dove io possa servirla se ne giovi pure".

### Il rientro a Catania. Il quadro sociale
Verso la fine degli anni sessanta Antonino conobbe Giovanna Mangione, una donna colta e bella che si dilettava di poesia, che sposò nel 1870 e da cui ebbe un figlio, Luigi. Giovanna sarebbe morta suicida nel 1874, Luigi nel 1875, per croup difterico. 
Alla fine degli anni settanta inizia la produzione gandolfiana del “quadro sociale”: La Tentazione è la prima opera appartenente a questo gruppo che sia giunta fino a noi. Si tratta di una tela di grandi dimensioni che raffigura una donna che, costretta dalla miseria, sta per essere sedotta dal denaro offertole da un giovane uomo, mentre la madre di lei assiste impassibile e rassegnata alla scena. I tre personaggi sono chiaramente riconoscibili: Maria Grancagnolo, la futura seconda moglie del Gandolfo, il fratello di lei, Salvatore ed Anna Consoli, la loro madre. 
Maria, insieme con la sorella maggiore, Agata, vennero ad abitare nella casa del pittore in via Rocca del Vento 22, a Catania (questa abitazione, dal tetto affrescato proprio dal Gandolfo, oggi è scomparsa con lo sventramento di San Berillo) intorno al 1874-75, in un primo tempo allo scopo di accudire il figlio piccolo del Gandolfo ed occuparsi della casa. Maria comincia ad apparire subito nelle tele dell'artista come principale modello femminile e sarà il soggetto di moltissimi ritratti e bozzetti.
Critici passati e presenti affermano che il Gandolfo fu  influenzato, nella concezione di questa produzione dalla vena “patetico-sociale”, dai romanzi di Victor Hugo ed Eugène Sue. Se ciò non può escludersi, è però altrettanto probabile che la nascente letteratura verista abbia offerto al pittore canoni nuovi ed inesplorati. Mentre il Gandolfo tra il 1880 ed il 1885 dipinge L'Espulsa, L'Ultima moneta, L'Usuraia, Musica Forzata, I proletari, Per Via, La cieca, Mario Rapisardi scrive il Giobbe, Giovanni Verga i Malavoglia e Le Novelle Rusticane, Luigi Capuana Giacinta. 
Nel 1888 nasce Luigi, figlio di Antonino e Maria Grancagnolo che da modella è evidentemente diventata qualcosa di più. La donna è ritratta gravida in procinto di partorire in un disegno e quindi dipinta, quasi Madonna con bambino, mentre tiene tra le braccia il figlio. I due si sposeranno nel 1891 ed il loro matrimonio sarà non solo duraturo, ma sostanzialmente felice. La moglie sarà ritratta fino a poco prima della morte del pittore e rappresenterà, anche successivamente, un importante riferimento familiare. Grazie a lei abbiamo le poche prove di nudo del Gandolfo, che fanno rimpiangere l'assenza di tele di maggior misura.

### Il ritratto
Gli anni novanta vedono il fiorire della produzione ritrattistica, forse la più originale del Gandolfo. Sulle sue tele finiscono gli amici illustri (come i fratelli Rosario e Filippo Liardo e il Rapisardi), i personaggi accademici (come il matematico Giuseppe Zurria ed il medico Salvatore Tomaselli, i cui ritratti si trovano oggi presso l'Università di Catania), i contadini, le belle ragazze popolane e chiunque sia in grado di catturare l'interesse dell'artista.
Nel 1888 esegue il ritratto a penna di Giovanni Verga, che apparterrà alla collezione di Francesco Paolo Frontini e nello stesso anno il Comune di Catania acquista il Ritratto di Monaco (collezione del Castello Ursino). L'anno seguente viene incaricato dell'insegnamento di disegno d'ornato e figura alla scuola d'arte e mestieri di Catania.
Nel 1891 partecipa all'Esposizione nazionale di Palermo, esponendo uno studio dal vero e nel 1893 riceve la nomina definitiva a professore di disegno d'ornato e figura. 
Il 20 dicembre del 1894 nasce Francesco, il secondo figlio.
Nel 1901 al Gandolfo venne richiesto dal Municipio di Catania il ritratto dei sovrani Vittorio Emanuele III e della Regina Elena del Montenegro, per un compenso pattuito di millequattrocento lire, ma quando l'anno successivo il pittore consegnò i quadri al Sindaco Giuseppe De Felice Giuffrida, di idee notoriamente antimonarchiche, i quadri vennero accantonati. Quando il pittore ne chiese il motivo il De Felice così rispose: “Io apprezzo l'arte del maestro Gandolfo al museo !!”
Nel 1902 nasce il figlio Antonino, che sarà tra i protagonisti della vita artistico-letteraria catanese degli anni trenta e che il Gandolfo farà battezzare a Giuseppe Sciuti in segno d'amicizia e stima.
A proposito dell'ampia produzione ritrattistica del Gandolfo, questa può essere suddivisa in due periodi distinti, in ragione di un cambiamento stilistico che si colloca intorno alla fine del secolo. Si osserva infatti un passaggio verso cromatismi più vivaci e l'abbandono, entro certi limiti, dell'atmosfera "buia" e "pessimistica" osservabile nel quadro sociale e, appunto, nel primo periodo ritrattistico.

### La II Esposizione agricola a Catania
Nel 1904 si comincia ad organizzare a Catania quella che sarà la II Esposizione agricola, una imponente manifestazione che vedrà anche un'importante parte dedicata all'arte. Per l'occasione iniziano ampi lavori di sbancamento della pietra lavica in quella che sarebbe diventata Piazza Esposizione (oggi piazza Giovanni Verga) e proprio per il prolungarsi di tali lavori l'evento sarà posticipato al 1907. Il Gandolfo viene nominato nella Commissione Ordinatrice per la 1ª Sezione Mostra di belle arti e di fotografia per la Sicilia, di cui sarà il vicepresidente. La mostra ottiene un grande successo e la critica nei confronti del Gandolfo è particolarmente entusiasta. In questa occasione il Re Vittorio Emanuele III acquistò il dipinto Una Madre.  
Nel novembre del 1907 nasce la sua ultima figlia, Carmela.

### La morte
Il pittore si spense, per attacco cardiaco, il 21 marzo 1910. Era rimasto in relativa buona salute fino a pochi mesi dalla morte, continuando a dipingere e disegnare, come dimostrano proprio alcuni disegni datati ed il ritratto del figlio Luigi, certamente eseguito nel 1908. In occasione dei suoi funerali la città di Catania si mobilitò, Alessandro Abate, suo allievo più illustre ed affezionato, ne fece l'elogio funebre. Il pittore è sepolto nel "viale degli uomini illustri" nel cimitero monumentale di Catania, accanto a Giovanni Verga di cui era procugino per parte di madre. Catania gli ha dedicato una lapide in via Sangiuliano 90, ove sorge la casa natale, ed una piazza.
(Federico De Roberto)

## Galleria d'immagini

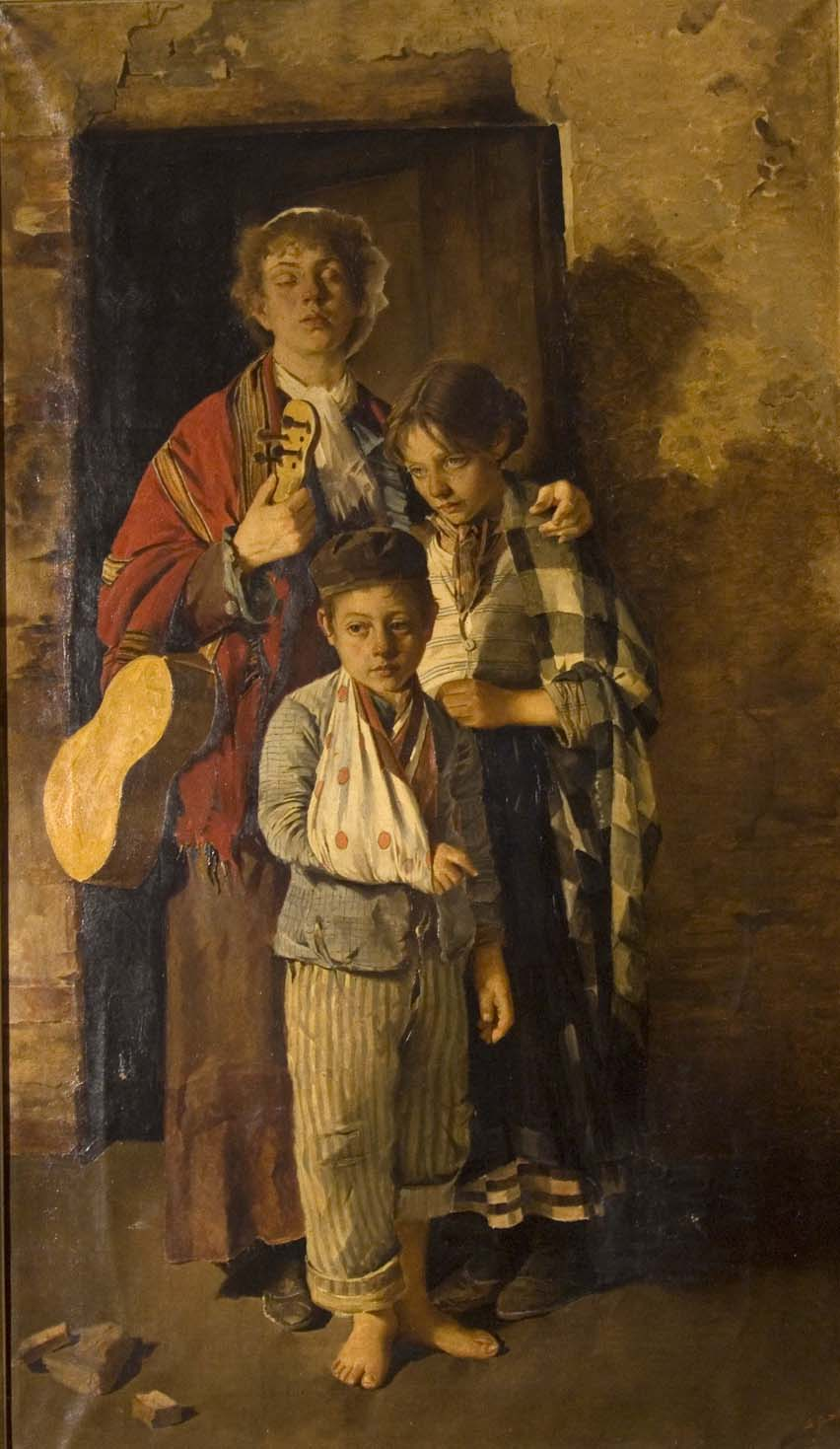
Musica forzata
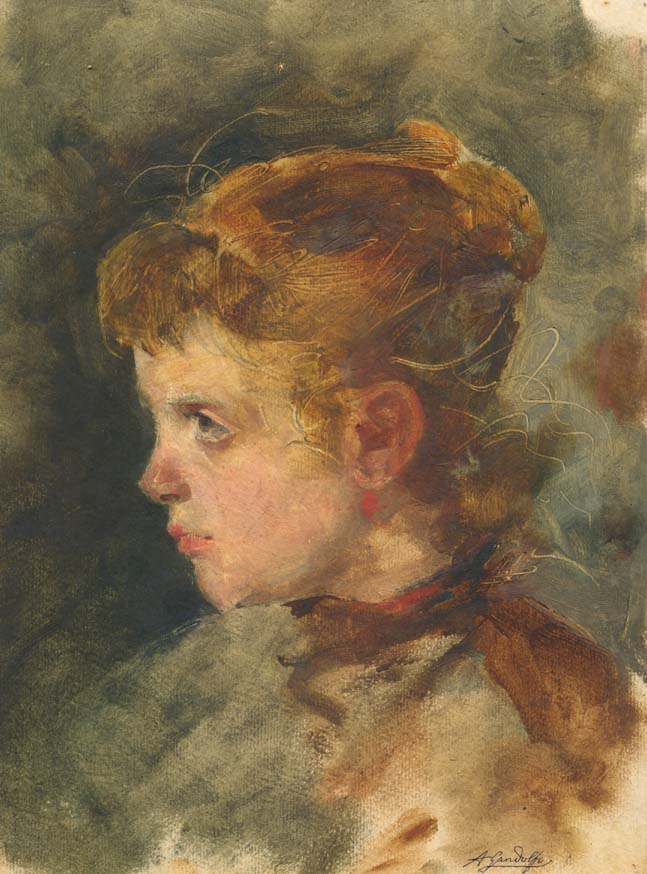
Ritratto di bimba
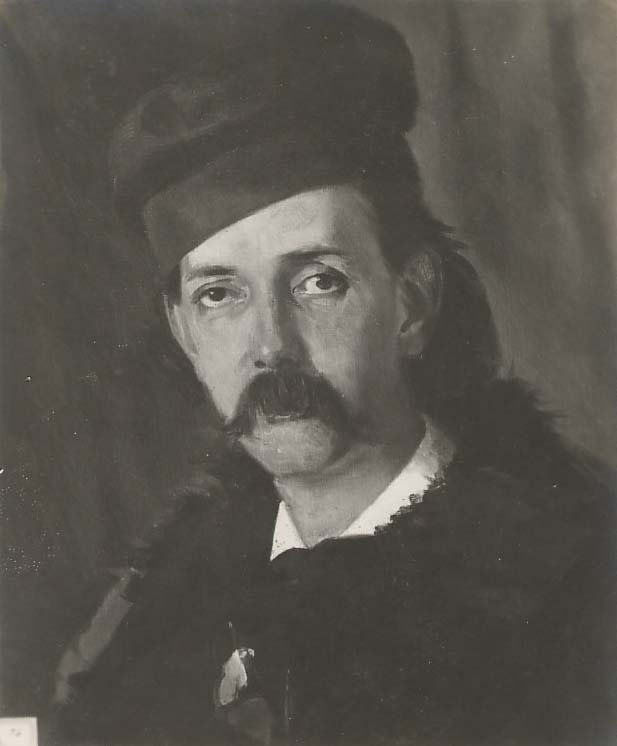
Ritratto di Mario Rapisardi
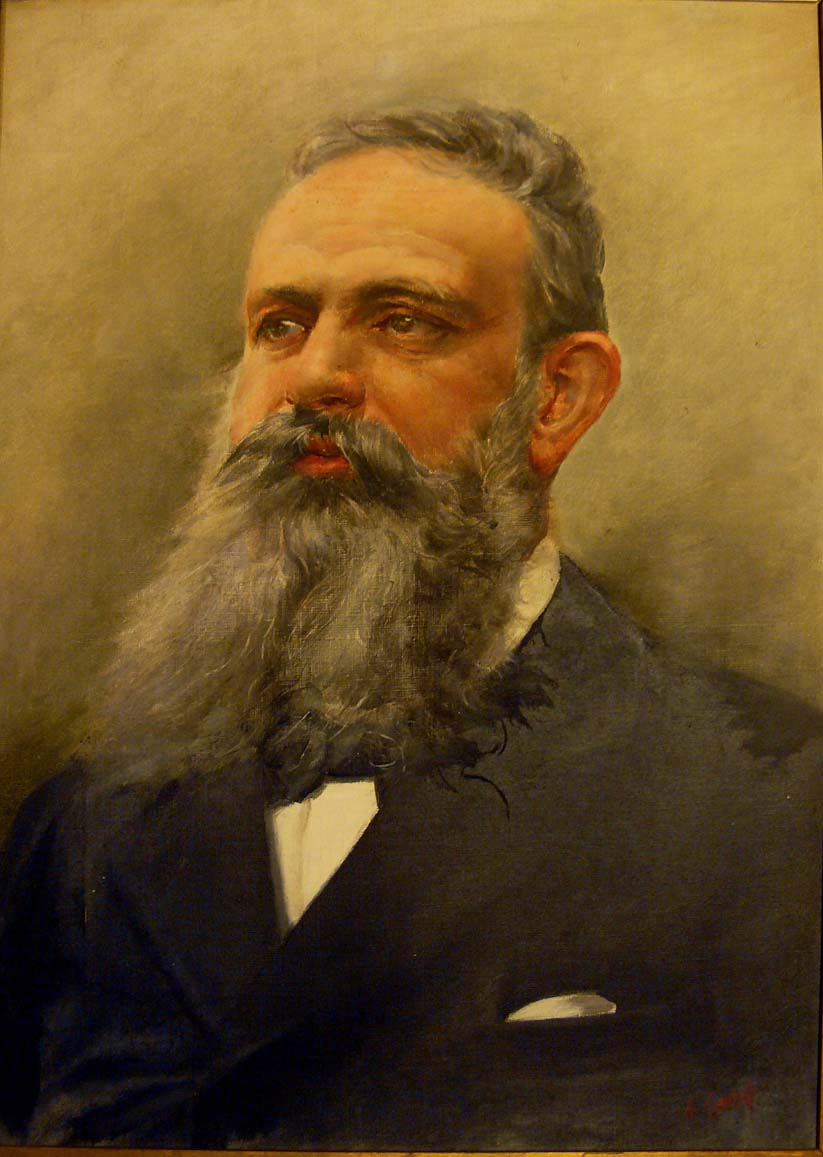
Ritratto di Felice Bisleri
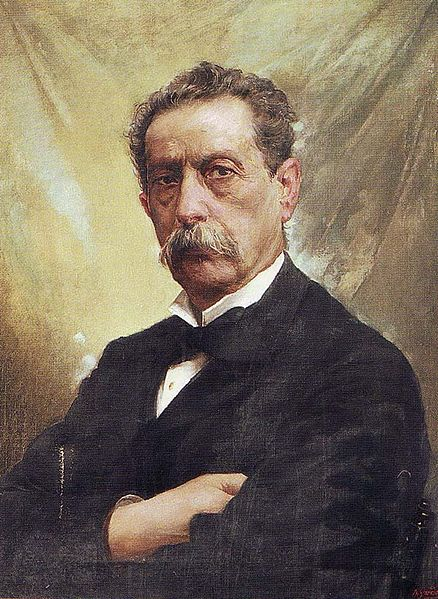
Ritratto del medico Salvatore Tomaselli
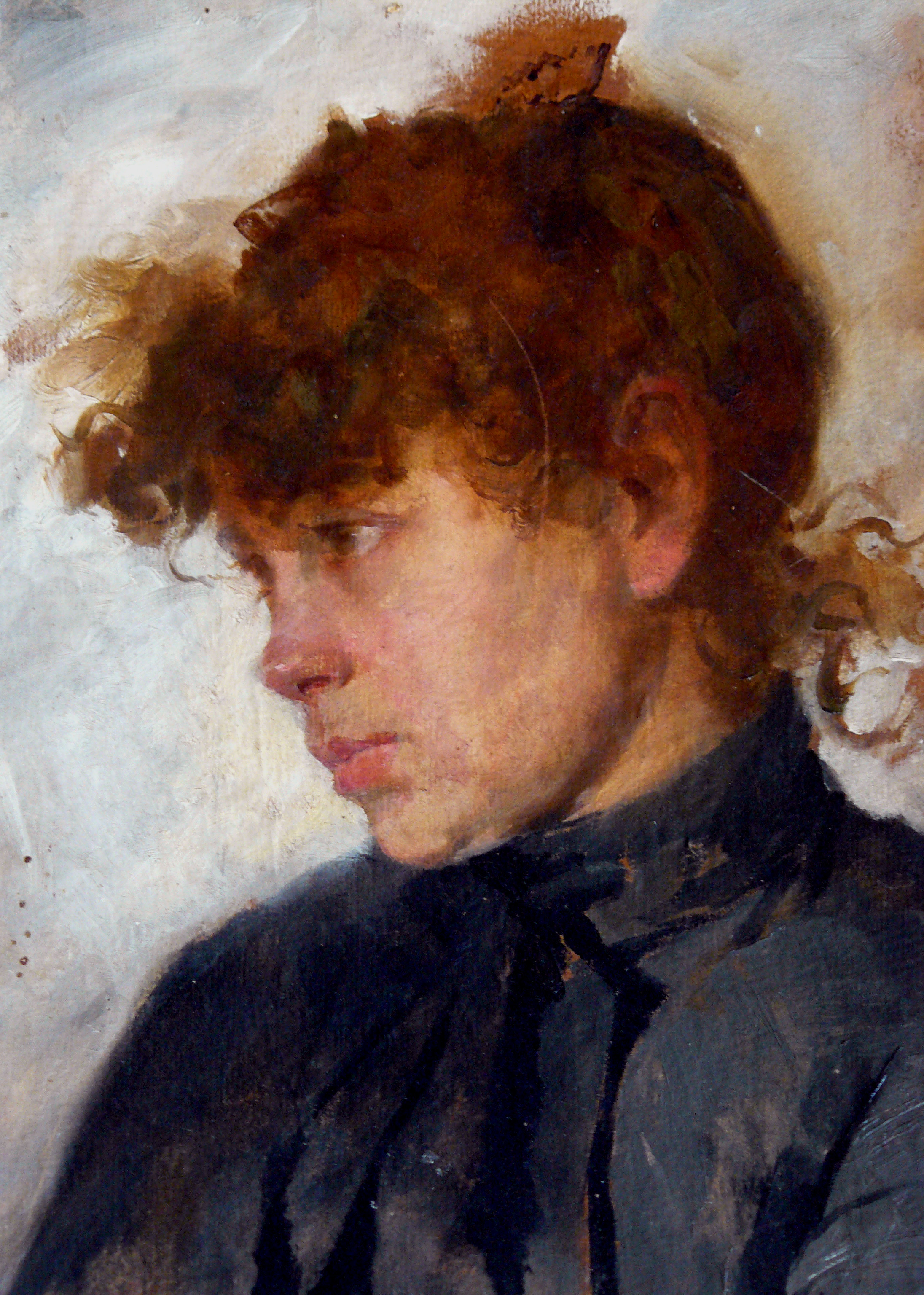
Ritratto della moglie Maria Grancagnolo
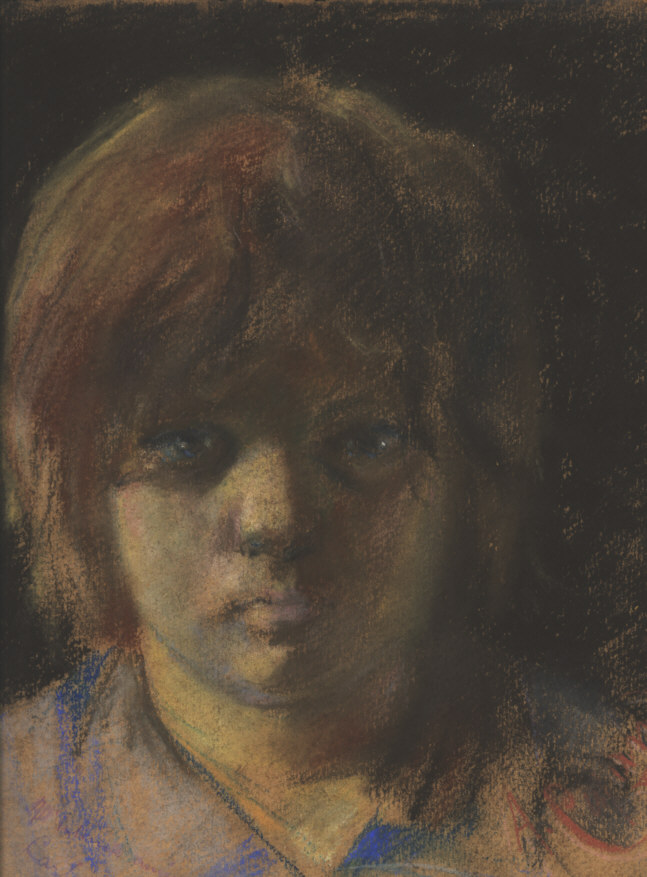
Ritratto di garzone su carta, donato a Francesco Paolo Frontini
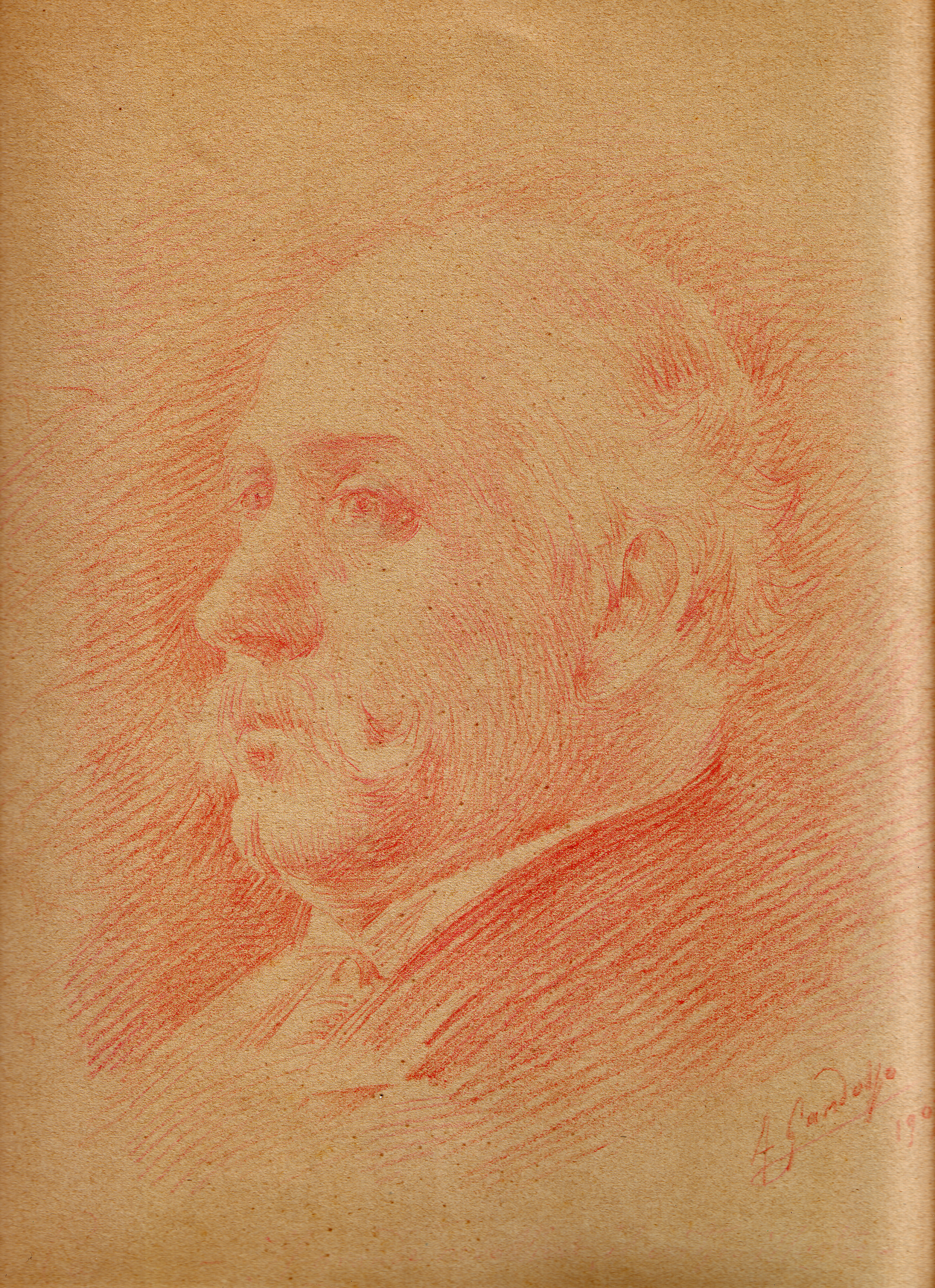
Ritratto a matita di Luigi Capuana
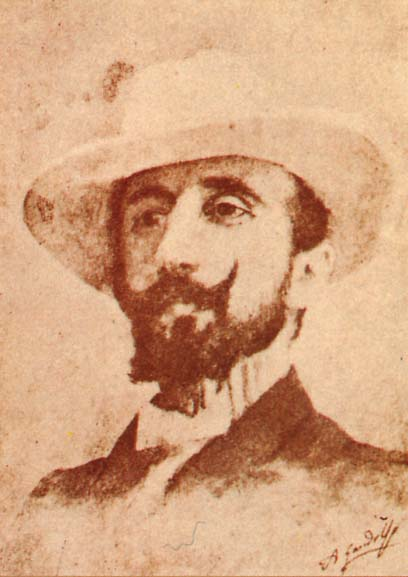
Ritratto a matita di Nino Martoglio
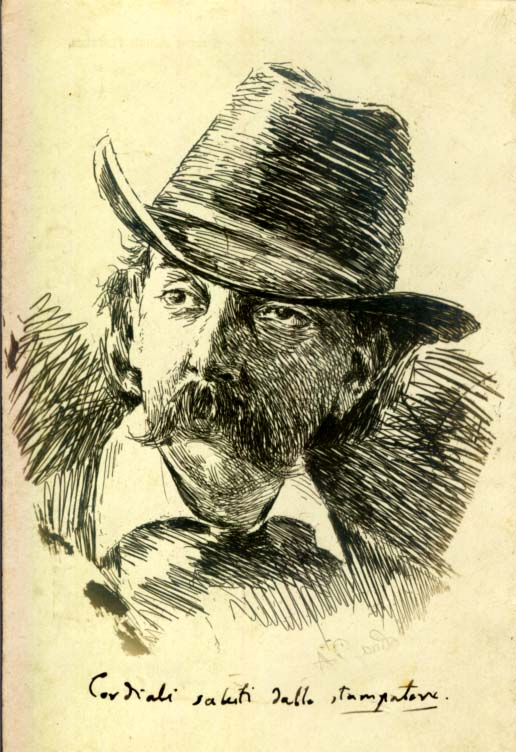
Ritratto a penna di Mario Rapisardi
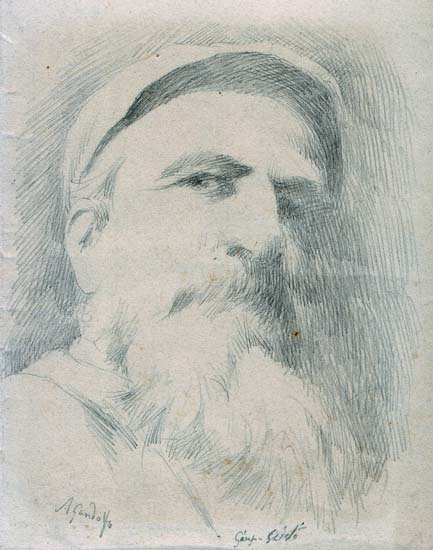
Ritratto a matita di Giuseppe Sciuti
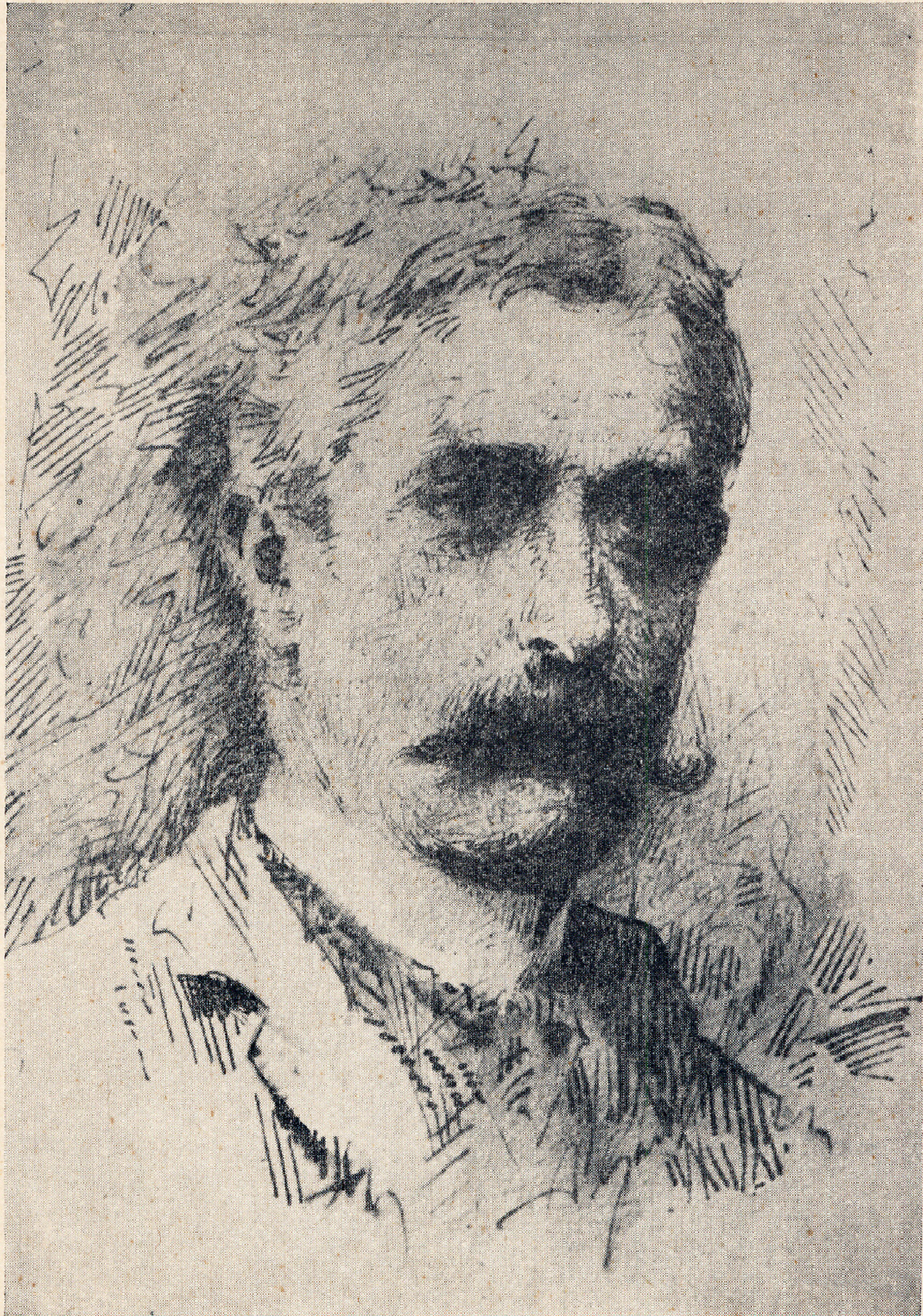
Ritratto a penna e acquarello di Giovanni Verga, collezione Francesco Paolo Frontini
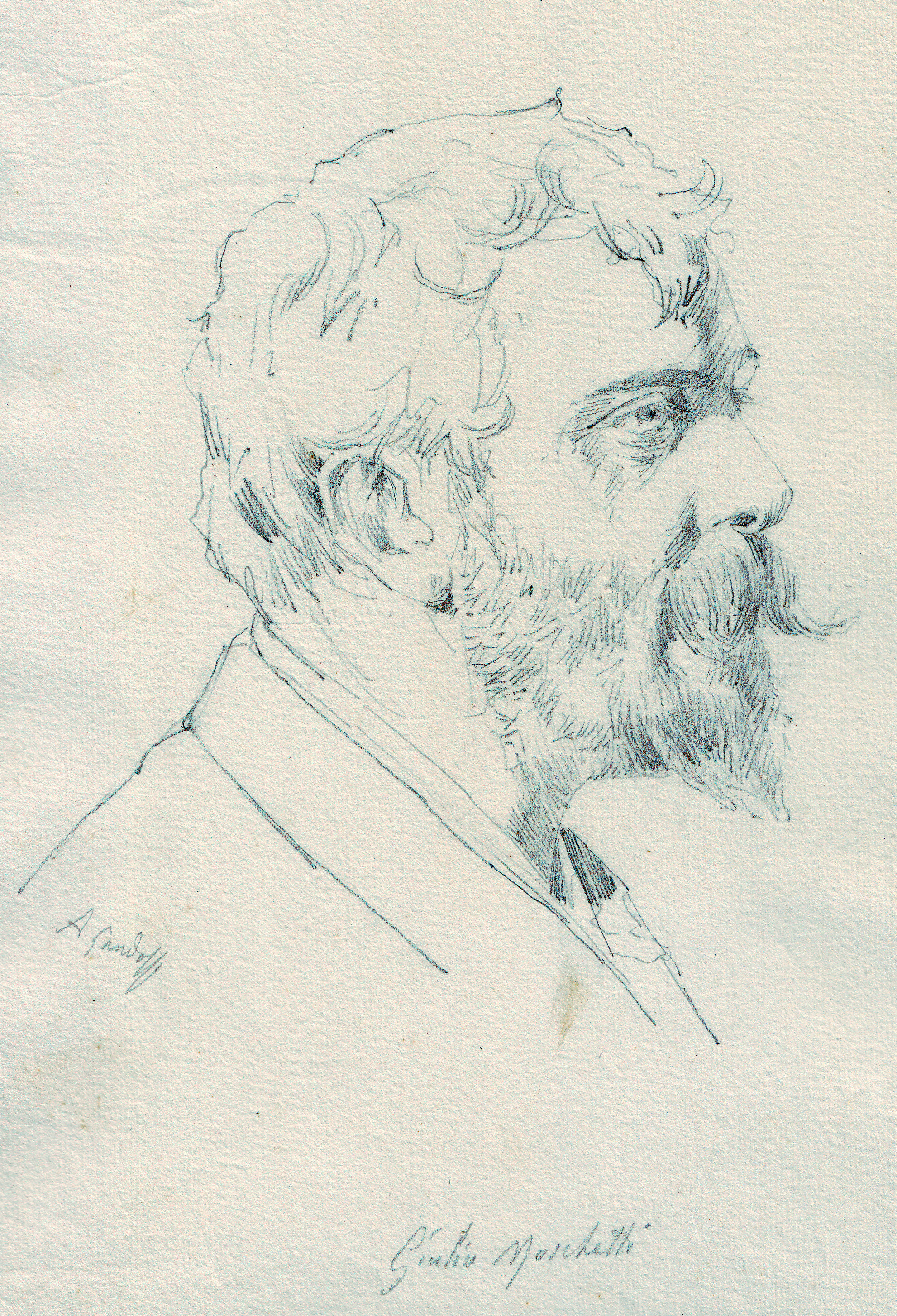
Ritratto a matita di Giulio Moschetti
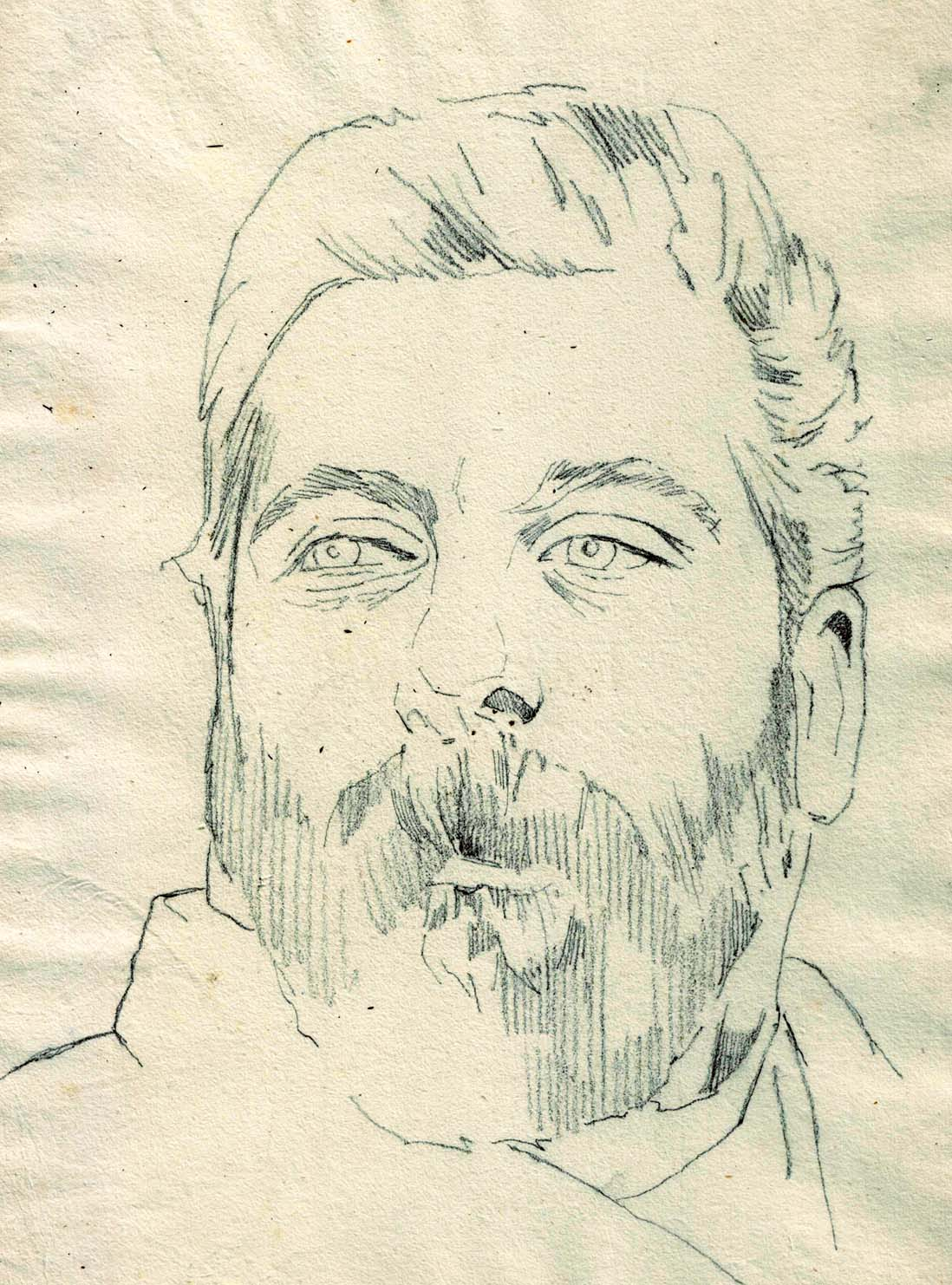
Ritratto a matita di Francesco Licata
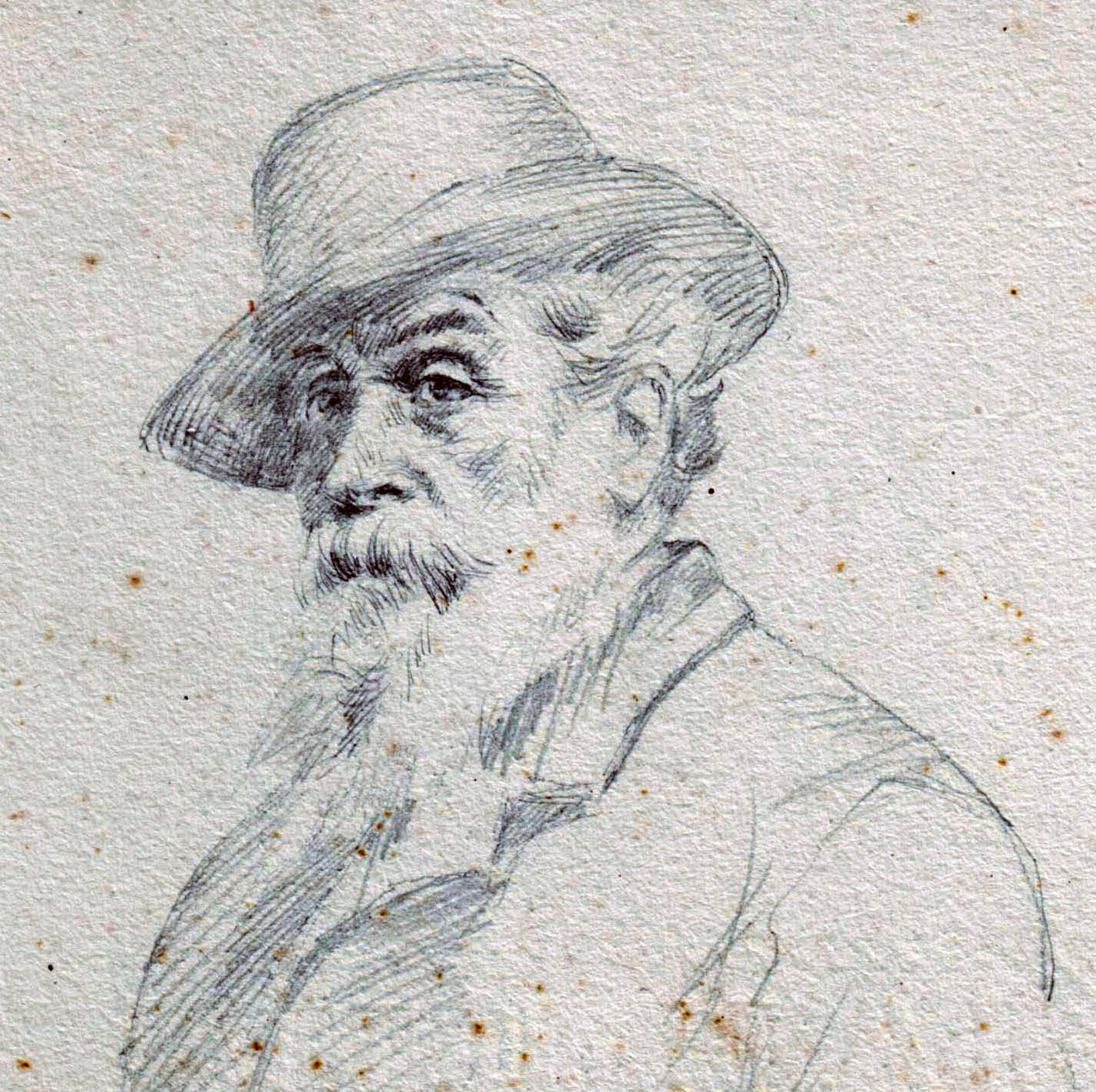
Ritratto a matita di Francesco Di Bartolo